# Sojoez MS-21
Sojoez MS-21 (Russisch: Союз МС-21) was een ruimtevlucht uitgevoerd door het Russische ruimtestaatsbedrijf Roskosmos naar het Internationaal ruimtestation ISS. Het was de 149ste vlucht van een Sojoez-capsule en de eenentwintigste van het Sojoez MS-type. De lancering vond plaatst op 18 maart 2022. Tijdens deze vlucht werden drie bemanningsleden naar het Internationaal ruimtestation ISS gebracht. Op 29 september 2022 landde de capsule op de steppe van Kazachstan ten zuidwesten van Jezqazğan.

## Bemanning
| Positie           | Ruimtevaarder                              |
| ----------------- | ------------------------------------------ |
| Commandant        | Oleg Artemjev, Roskosmos 3e ruimtevlucht   |
| Flight Engineer 1 | Denis Matvejev, Roskosmos 1e ruimtevlucht  |
| Flight Engineer 2 | Sergej Korsakov, Roskosmos 1e ruimtevlucht |

## Reservebemanning
| Positie           | Ruimtevaarder               |
| ----------------- | --------------------------- |
| Commandant        | Sergej Prokopjev, Roskosmos |
| Flight Engineer 1 | Anna Kikina, Roskosmos      |
| Flight Engineer 2 | Dmitry Petelin, Roskosmos   |

## Missie
In totaal heeft de bemanning van MS-21 vijf ruimtewandelingen gemaakt voor het configureren van de Europese robotarm voor gebruik op het Russische segment van het internationale ruimtestation. Artemyev en Matveev noteerden 26 uur en 7 minuten op vier van de wandelingen. De vijfde ruimtewandeling kostte Artemyev en mede ISS-bemanningslid Cristoforetti 7 uur en 5 minuten. Tevens werd een nieuwe 3D-printer geïnstalleerd en getest die is gebouwd door de Energia Space Coorporation. Artemyev deed ook verslag als speciaal correspondent voor persbureau TASS.